# إبراهيم ساكو
إبراهيم ساكو (بالفرنسية: Ibrahim Sacko)‏ هو لاعب كرة قدم فرنسي في مركز الوسط، ولد في 24 مايو 1993 في Meulan-en-Yvelines ‏ في فرنسا. لعب مع بورغ أون بريس بيروناس ونادي إنتينت ونادي بولون ونادي فالينسيان ونادي فريجوس.

## وصلات خارجية
- إبراهيم ساكو على موقع رابطة كرة القدم الفرنسية للمحترفين (الإنجليزية)
- إبراهيم ساكو على موقع قاعدة بيانات كرة القدم.إي يو (الإنجليزية)
- إبراهيم ساكو على موقع Soccerway.com (الإنجليزية)